# Serguei Klímov
Serguei Aleksàndrovitx Klímov (en rus Сергей Александрович Климов) (Sant Petersburg, 7 de juliol de 1980) va ser un ciclista rus que fou professional entre 2001 i 2014. També va competir en pista. Actualment és tècnic de l'equip professional rus Gazprom-RusVelo.

## Palmarès en carretera
- 2001
  - Vencedor d'una etapa del Tour de Normandia
- 2003
  - Vencedor d'una etapa de la Volta a Tarragona
- 2013
  - Vencedor d'una etapa dels Cinc anells de Moscou

### Resultats al Giro d'Itàlia
- 2008. 110è de la classificació general
- 2009. 137è de la classificació general
- 2010. 94è de la classificació general

## Palmarès en pista
- 1998
  -  Campió del món júnior en Puntuació

### Resultats a laCopa del Món
- 2002
  - 1r a Moscou, en Persecució per equips
- 2003
  - 1r a Moscou, en Persecució per equips
- 2005-2006
  - 1r a Los Angeles, en Persecució per equips
- 2006-2007
  - 1r a Manchester, en Puntuació